# Kraljak
Koordinati:   43°41′01″N, 15°44′06″E
Kraljak je majhen nenaseljen otoček šibeniškega arhipelaga v srednji Dalmaciji.
Kraljak leži v trikotniku med otoki Kaprije, Zmajan in Mišjak Veli. Njegova površina meri 0,058 km², dolžina obalnega pasu je 0,95 km. Najvišji vrh je visok 14 mnm.